# 新世紀廣播電視公司
新世紀廣播電視公司（俄语：Телерадиокомпания «Новый Век»），又名韃靼斯坦－新世紀台（俄语：Татарстан － Новый Век），是俄羅斯聯邦韃靼斯坦共和國一家於2002年成立的廣播電視公司。這家公司共設有四條電視頻道和一條電台頻道，並使用俄語與韃靼語向俄羅斯國內以及全球各地廣播。